# 针尾沙锥

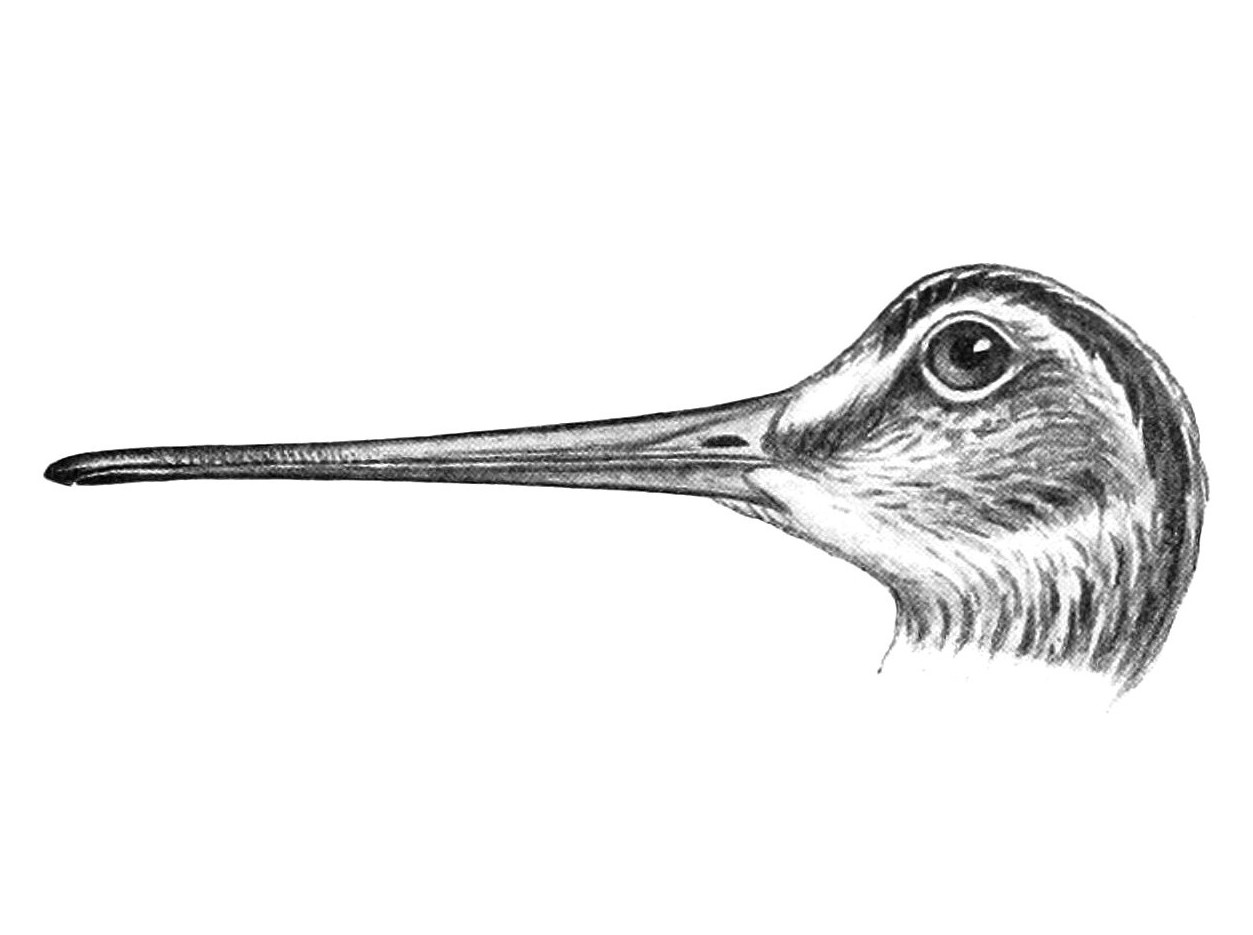
針尾鷸的頭部和喙

，是鸻形目鹬科的一种鸟类。

## 分布
它在北俄羅斯繁殖，並遷徙到南亞從巴基斯坦到印尼度過非繁殖季節。它是南印度、斯里蘭卡以及大部分東南亞最常見的遷徙鷸之一。它偶爾也會出現在澳大利亞西北部和北部，甚至在東非的肯亞也有目擊記錄。

## 棲地
其繁殖棲地為濕潤的北極和針葉林帶的沼澤和凍原。在非繁殖區域，這些鳥類利用各種濕地，經常與田鷸共棲，但也可能出現在比其親緣物種更乾燥的環境中。牠們會在地面上的隱蔽處築巢。
這些鳥類會在泥土或柔軟的土壤中覓食，通過視覺來探尋或拾取食物。牠們主要吃昆蟲和蚯蚓，但也會吃一些植物材料。

## 描述
针尾沙锥体重约113克，翼长约126.8毫米，嘴峰长约65.7毫米，喙宽度约5.2毫米，喙厚度约6.9毫米，跗蹠长约30.5毫米，尾长约44毫米。
這種長25-27 公分的鳥類與喙更長、尾更長的田鷸相似。成鳥有短而綠灰色的腿和長直的黑暗喙。身體上部為棕色斑駁，背部有乳白色的條紋。腹部為淺色，帶有條紋的棕黃色胸部和白色腹部。它們的眼睛周圍有一條深色的條紋，上下有淺色的條紋。雌雄鳥相似，未成熟鳥僅在羽色細節上略有不同。
它們的翅膀比田鷸的翅膀尖端更鈍，且缺乏該物種特有的白色翼後緣。較短的尾巴和較平直的飛行軌跡，使得在飛行時與田鷸的區別相對容易。
雄性針尾鷸常常成群展示，發出響亮的重複tcheka歌聲，其中包括漸強的嘶嘶聲和嗡嗡聲，並且在飛行時，會因其像針一樣的外尾羽發出口哨聲，這也是該物種獲得其英語名稱的原因。通常的叫聲是微弱的squik。

## 分布
西伯利亚；越冬于印度至东南亚、印度尼西亚和菲律宾。